# Berend Potjer
Berend Karamu Potjer (Lubumbashi (Zaïre), 24 april 1973) is een Nederlandse bestuurder en GroenLinks-politicus. Sinds 4 september 2019 is hij lid van de Gedeputeerde Staten van Zuid-Holland.

## Biografie

### Opleiding en loopbaan
Potjer is geboren in Zaïre en opgegroeid in Arnhem. Aldaar ging hij naar het vwo aan het Thomas a Kempis College en hij studeerde techniek en maatschappij aan de Technische Universiteit Eindhoven. Na zijn opleiding verhuisde hij voor zijn werk naar Delft en was hij onder andere beleidsadviseur bij CE Delft, Bouwend Nederland, projectmanager bij Fugro en True Price, interim directeur bij NedZero en vicevoorzitter van de beleidscommissie Ruimte en Leefomgeving van Koninklijke NLingenieurs.

### Politieke loopbaan
Van 2011 tot 2015 was Potjer fractievertegenwoordiger in de Provinciale Staten van Zuid-Holland. Na de verkiezingen van 2015 werd hij volwaardig lid van dit orgaan. Hij was vice-fractievoorzitter en woordvoerder Verkeer, Milieu, Economie, Europa, Lucht en Water. Daarnaast was hij vicevoorzitter van de Statencommissie Ruimte en Leefomgeving en vertegenwoordiger van Zuid-Holland in het Interprovinciaal Overleg (IPO).
Potjer was lijsttrekker voor de Provinciale Statenverkiezingen 2019 en aansluitend fractievoorzitter. Sinds 4 september 2019 is hij lid van de Gedeputeerde Staten van Zuid-Holland. en heeft hij in zijn portefeuille Energie, Natuur, Omgevingswet en Communicatie. Sinds zijn herbenoeming als gedeputeerde in 2023 heeft hij in zijn portefeuille Energie, Natuur en Omgevingswet en is hij tevens lid van het dagelijks bestuur van de vereniging van provincies (IPO). 